# Argentyńska Formuła Renault
| Argentyńska Formuła Renault | Argentyńska Formuła Renault |
| --------------------------- | --------------------------- |
| Kategoria                   | Wyścigi samochodowe         |
| Region                      | Argentyna                   |
| Pierwszy sezon              | 1980                        |
| Mistrz kierowców            | Manuel Mallo                |

Argentyńska Formuła Renault (dawniej Argentyńska Formuła Renault 2.0 oraz Argentyńska Formuła Renault 1.6) – seria wyścigowa samochodów jednomiejscowych organizowana pod szyldem wyścigów FIA Formuły Renault.

## Mistrzowie
| Sezon | Mistrz                  |
| ----- | ----------------------- |
| 1980  | Victor Rosso            |
| 1981  | Carlos Lauricella       |
| 1982  | Roberto Urretavizcaya   |
| 1983  | Néstor Gurini           |
| 1984  | Néstor Gurini           |
| 1985  | Miguel Angel Etchegaray |
| 1986  | Gabriel Furlán          |
| 1987  | Daniel Neviani          |
| 1988  | Luis Belloso            |
| 1989  | Sergio Solmi            |
| 1990  | Omar Martinez           |
| 1991  | Omar Martinez           |
| 1992  | Norberto Della Santina  |
| 1993  | Juan Manuel Silva       |
| 1994  | Guillermo Di Giacinti   |
| 1995  | Brian Smith             |
| 1996  | Martín Basso            |
| 1997  | Mauro Fartuszek         |
| 1998  | Gabriel Ponce de León   |
| 1999  | Mariano Acebal          |
| 2000  | Esteban Guerrieri       |
| 2001  | Rafael Morgenstern      |
| 2002  | Rafael Morgenstern      |
| 2003  | Maximiliano Merlino     |
| 2004  | Ezequiel Bosio          |
| 2005  | Lucas Benamo            |
| 2006  | Mariano Werner          |
| 2007  | Mariano Werner          |
| 2008  | Guido Falaschi          |
| 2009  | Facundo Ardusso         |
| 2010  | Nicolás Trosset         |
| 2011  | Rodrigo Rogani          |
| 2012  | Merlo Carlos Javier     |
| 2013  | Julián Santero          |
| 2014  | Manuel Mallo            |